# Brianita
La brianita és un mineral rar de la classe dels fosfats. Va ser descobert l'any 1966 a partir d'un meteorit metàl·lic, el meteorit Dayton, a Montgomery County, Ohio, als Estats Units i rep el seu nom en honor de Brian Harold Manson (1917-2009), geòleg neozelandès-nord-americà pioner en l'àmbit científic de la meteorítica.

## Característiques
La brianita és un fosfat de fórmula química Na₂CaMg(PO₄)₂. Cristal·litza en el sistema monoclínic. És incolora. La seva duresa a l'escala de Mohs és de 4 a 5. És un anàleg isoestructural de la merwinita, que té fórmula química Ca₃Mg(SiO₄)₂.
Segons la classificació de Nickel-Strunz, la brianita pertany a «08.AC: Fosfats, etc. sense anions addicionals, sense H₂O, amb cations de mida mitjana i gran» juntament amb 49 minerals més, entre els quals es troben: howardevansita, al·luaudita, arseniopleïta, bobfergusonita, hagendorfita, johil·lerita, johnsomervilleïta, marićita, yazganita, qingheiïta, qingheiïta-(Fe2+), schäferita, whitlockita i xenofil·lita.

## Formació i jaciments
La brianita apareix com a component molt rar en nòduls de fosfats en meteorits metàl·lics. A part del meteorit original, també ha estat trobada al meteorit Morasko, a Poznań, Polònia.
Sol trobar-se associada a altres minerals com: panethita, whitlockita, albita, enstatita, schreibersita, kamacita, taenita, grafit, esfalerita i troilita.